# スティーブン・タープリー
スティーブン・ニコラス・タープリー（Stephen Nicholas Tarpley, 1993年2月17日 - ）は、アメリカ合衆国カリフォルニア州ロサンゼルス郡ロサンゼルス出身のプロ野球選手（投手）。左投右打。アメリカ独立リーグ・アトランティックリーグのロングアイランド・ダックス所属。

## 経歴

### プロ入り前
ギルバート高等学校（アリゾナ州）在学時の2011年、MLBドラフト8巡目（全体248位）でクリーブランド・インディアンスから指名を受けたが、南カリフォルニア大学へ進学。その後、スコッツデール・コミュニティ・カレッジへ転校した。

### プロ入りとオリオールズ傘下時代
2013年のMLBドラフト3巡目（全体98位）でボルチモア・オリオールズから指名され、プロ入り。契約後、傘下のルーキー級ガルフ・コーストリーグ・オリオールズでプロデビュー。7試合に先発登板して0勝1敗、防御率2.14、25奪三振を記録した。
2014年はA-級アバディーン・アイアンバーズでプレーし、13試合（先発12試合）に登板して3勝5敗、防御率3.66、60奪三振を記録した。

### パイレーツ傘下時代
2015年1月27日にトラビス・スナイダーとのトレードで、後日発表選手と共にピッツバーグ・パイレーツへ移籍した。シーズンでは傘下のA級ウェストバージニア・パワーで20試合に先発登板。1度の完封を含む11勝4敗、防御率2.48、105奪三振を記録した。
2016年はA+級ブレイデントン・マローダーズでプレーし、20試合に先発登板して6勝4敗、防御率4.32、90奪三振を記録した。

### ヤンキース時代
2016年8月30日、8月1日に行われたトレードの後日発表選手として、ティト・ポロと共にニューヨーク・ヤンキースへ移籍した。移籍後はA+級タンパ・ヤンキースで1試合に登板した。
2017年はA+級タンパで開幕を迎え、リリーフとして14試合に登板して6勝0敗、防御率0.00、36奪三振を記録した。8月にAA級トレントン・サンダーへ昇格すると、4試合に登板して1勝0敗、防御率3.48、6奪三振を記録した。
2018年はAA級トレントンで開幕をスタート。19試合に登板して5勝0敗1セーブ、防御率1.26と好投。6月下旬にAAA級スクラントン・ウィルクスバリ・レイルライダースへ昇格した。AAA級スクラントン・ウィルクスバリでは17試合に登板して2勝2敗、防御率2.65、38奪三振を記録した。セプテンバー・コールアップの9月1日にヤンキースとメジャー契約を結んでアクティブ・ロースター入りすると、翌2日のデトロイト・タイガース戦でメジャーデビュー。3点ビハインドの9回表から登板したが、1回を投げ3安打3失点2四球に終わった。この年メジャーでは10試合に登板して防御率3.00、13奪三振を記録した。
2019年は21試合に登板して1勝0敗2セーブ、防御率6.93、34奪三振を記録した。
2020年1月11日にブレット・ガードナーの再契約に伴ってDFAとなった。

### マーリンズ時代
2020年1月15日にジェームズ・ネルソンとのトレードで、マイアミ・マーリンズへ移籍した。
2021年1月3日にDFAとなった。

### メッツ時代
2021年1月8日にウェイバー公示を経てニューヨーク・メッツへ移籍した。7月11日にDFAとなり、16日に自由契約となった。

### 独立リーグ時代
2022年4月22日にアトランティックリーグのロングアイランド・ダックスと契約した。

## 詳細情報

### 年度別投手成績
| 年 度    | 球 団    | 登 板 | 先 発 | 完 投 | 完 封 | 無 四 球 | 勝 利 | 敗 戦 | セ 丨 ブ | ホ 丨 ル ド | 勝 率 | 打 者 | 投 球 回 | 被 安 打 | 被 本 塁 打 | 与 四 球 | 敬 遠 | 与 死 球 | 奪 三 振 | 暴 投 | ボ 丨 ク | 失 点 | 自 責 点 | 防 御 率 | W H I P |
| -------- | -------- | ----- | ----- | ----- | ----- | -------- | ----- | ----- | -------- | ----------- | ----- | ----- | -------- | -------- | ----------- | -------- | ----- | -------- | -------- | ----- | -------- | ----- | -------- | -------- | ------- |
| 2018     | NYY      | 10    | 0     | 0     | 0     | 0        | 0     | 0     | 0        | 0           | ----  | 40    | 9.0      | 6        | 0           | 6        | 0     | 0        | 13       | 0     | 0        | 3     | 3        | 3.00     | 1.33    |
| 2019     | NYY      | 21    | 1     | 0     | 0     | 0        | 1     | 0     | 2        | 2           | 1.000 | 120   | 24.2     | 34       | 6           | 15       | 1     | 2        | 34       | 5     | 1        | 20    | 19       | 6.93     | 1.99    |
| 2020     | MIA      | 12    | 0     | 0     | 0     | 0        | 2     | 2     | 1        | 2           | .500  | 53    | 11.0     | 11       | 2           | 8        | 2     | 3        | 11       | 0     | 0        | 12    | 11       | 9.00     | 1.73    |
| 2021     | NYM      | 1     | 0     | 0     | 0     | 0        | 0     | 0     | 0        | 0           | ----  | 4     | 0.0      | 1        | 0           | 2        | 0     | 1        | 0        | 0     | 0        | 2     | 2        | ----     | ----    |
| MLB：4年 | MLB：4年 | 44    | 1     | 0     | 0     | 0        | 3     | 2     | 3        | 4           | .600  | 217   | 44.2     | 52       | 8           | 31       | 3     | 6        | 58       | 5     | 1        | 37    | 35       | 7.05     | 1.86    |

- 2021年度シーズン終了時
- 『-』は記録なし

### 年度別守備成績
| 年 度 | 球 団 | 投手（P） | 投手（P） | 投手（P） | 投手（P） | 投手（P） | 投手（P） |
| 年 度 | 球 団 | 試 合     | 刺 殺     | 補 殺     | 失 策     | 併 殺     | 守 備 率  |
| ----- | ----- | --------- | --------- | --------- | --------- | --------- | --------- |
| 2018  | NYY   | 10        | 0         | 1         | 0         | 0         | 1.000     |
| 2019  | NYY   | 21        | 2         | 2         | 0         | 1         | 1.000     |
| MLB   | MLB   | 31        | 2         | 3         | 0         | 1         | 1.000     |

- 2019年度シーズン終了時

### 背番号
- 71（2018年 - 2019年）
- 37（2020年）
- 46（2021年）